# Quingentole
Quingentole (lombardul: Quingèntuli) település Olaszországban, Lombardia régióban, Mantova megyében. Lakosainak száma 1031 fő (2023. január 1.). Quingentole Quistello, Schivenoglia, Serravalle a Po, Sustinente és Borgo Mantovano községekkel határos.

## Népesség
A település lakossága az elmúlt években az alábbi módon változott:
| Lakosok száma | 1186 | 1179 | 1031 |
|               | 2017 | 2018 | 2023 |